# Tall Hammam
Tall Hammam – miejscowość w Syrii, w muhafazie Ar-Rakka, w dystrykcie Tall Abjad. W 2004 roku liczyła 2505 mieszkańców.